# Pierre Guérin
Pierre Guérin es arqueólogo especializado en la  Cultura Ibérica en la Comunidad Valenciana.

## Biografía
Arqueólogo de formación, doctorado en Geografía e Historia por la Universidad de Valencia, con una tesis dirigida por la Profesora  Carmen Aranegui Gascó sobre el Castellet de Bernabé en Liria, presentada en 1995. Máster en Arqueología por la Universidad Paul Valéry (Montpellier III) en 1985-86.
Técnico en cooperación Cultural en la Generalidad Valenciana, dedicado a la asesoría y a la puesta en valor y desarrollo de proyectos culturales, tanto públicos como privados.  
En 1984, codirigió las excavaciones del Castellet de Bernabé con Helena Bonet y luego continuó con otros en distintas campañas hasta 1998, más tarde, dentro de sus actuaciones en su etapa actual ha colaborado en la puesta en valor del poblado ibérico del Castellet de Bernabé (Liria), bajo el patrocinio del Servicio de Investigación Prehistórica de Valencia. Dirigiendo el proyecto dentro de uno más general de Paisajes de Europa. El poblado del Castellet de Bernabé, situado en Liria (Valencia), a 13 km del casco urbano es un yacimiento arqueológico importante de la cultura ibérica, previa a la llegada de Roma a la península.
Entre 1989 a 1992, Carlos Gómez Bellard y Pierre Guérin codirigieron un plan de excavaciones sistemáticas en L'Alt de Benimaquia donde aportan grandes novedades a la Arqueología ibérica. L'Alt de Benimaquia es un hábitat fortificado de los períodos orientalizante e  ibérico antiguo, (siglos VI a. C.), se localiza en el término municipal de Denia (Provincia de Alicante, España), en el extremo noroeste del Montgó.
Como colaborador del Laboratorio de Arqueología Funeraria y Bioantropología (Grupo Paleolab) ha dirigido junto a Elisa García Prósper y Manuel Polo, las excavaciones arqueológicas del yacimiento de la necrópolis romana de la calle Quart, en Valencia, distintas campañas (1996, 1997, 1998 y 2000), dentro del proyecto “Los primeros pobladores de Valentia” que tenía por objetivo efectuar un estudio integrador e interdisciplinar sobre la identidad cultural, los rituales funerarios, la bioantropología, las manifestaciones de enfermedad, ... de los primeros habitantes de la ciudad. Se analizó la topografía funeraria de la urbe, las principales características de las diferentes necrópolis, así como los rituales funerarios documentados (la dualidad inhumación y cremación).  El núcleo del proyecto es el estudio multidisciplinar de la necrópolis fundacional, hallada en la confluencia de las calles Quart y Cañete, que ha permitido documentar toda la secuencia funeraria desde la propia fundación en el último tercio del siglo II a. C. hasta finales del siglo III d. C.

## Colaboraciones en obras colectivas
- Guérin, Pierre;  García-Prósper, Elisa; Polo Cerdá, M.; Romero Rameta, A.; Iborra, P. (2014). Diet and italic funerary rites in the founding necropolis of Valentia-Hispania. En: Identités, pratiques et organisation des espaces funéraires durant l’Antiquité romaine en Méditerranée occidentale: travaux d’archéo-anthropologie/Identity, mortuary practices and organization of the funerary space during the Roman Antiquity in western Mediterranean: advances in archaeo-anthropology,Yves Gleize & Dominique Castex(eds). Ed. Mergoil.
- Guérin, Pierre; José Delfín Villalaín Blanco, Manuel Polo Cerdá, Elisa García Prósper (2004). La fundación de Valentia y sus primeros pobladores: primeras evidencias osteoarqueológicas de tuberculosis en Hispania en Miscelánea en homenaje a Emiliano Aguirre / coord. por Enrique Baquedano Pérez, Susana Rubio Jara, Vol. 3, 2004 (Paleoantropología / coord. por Enrique Baquedano Pérez, Susana Rubio Jara), ISBN 84-451-2655-5, págs. 292-305.
- Guérin, Pierre; Mónica Martí García de Mateos, Elisa García Prósper, Manuel Ramírez Morales (1999). La necrópolis romana de la Calle Quart: Resultados recientes en Actas : XXV Congreso Nacional de Arqueología, Valencia 1999 [del 24 al 27 de febrero], 1999, ISBN 84-7795-202-7, págs. 295-305.
- Guérin, Pierre; Carlos Gómez Bellard (1995). Los Lagares del Alt de Benimaquia (Denia): en los inicios del Vino Ibérico en Arqueología del vino los orígenes del vino en occidente: Simposio Arqueología del Vino 1.º 1994 Jerez de la Frontera, 1995, ISBN 846052695X, págs. 241-270.
- Guérin, Pierre; Carlos Gómez Bellard; Guillem Pérez Jordà (1993). Témoignage d'une production de vin dans l' Espagne préromaine en La production du vin et l' huile en Mediterranée : [Actes du Symposium International, (Aix-en-Provence et Toulon, 20-22 de noviembre de 1991), 1993, ISBN 2-86958-060-6, págs. 379-395.
- Guérin, Pierre (1989). El asentamiento Ibérico de Castellet de Bernabé (Lliria- Valencia) informe preliminar en Crónica del XIX Congreso Arqueológico Nacional, Vol. 1, 1989, ISBN 84-600-7262-2, págs. 553-564.
- Guérin, Pierre; Joan Garibo Bodí, Jaime Vives-Ferrándiz Sánchez, Consuelo Mata Parreño, Jeroni P. Valor Abad, Helena Bonet Rosado (2004). Las ánforas importadas de las comarcas centrales del País Valenciano en La circulació d'àmfores al Mediterrani occidental durant la Protohistòria (segles VIII-III aC) : aspectes quantitatius i anàlisi de continguts : [II Reunió Internacional d'Arqueología de Calafell] / coord. por Joan Sanmartí Grego, 2004, ISBN 84-923969-8-9, págs. 203-228.
- Guérin, Pierre; Elisa García Prósper (2002) Nuevas aportaciones en torno a la nécropolis romana de la Calle Quart de Valencia (s. II a. C. - IV d. C.)en Espacios y usos funerarios en el Occidente romano : Actas del Congreso Internacional celebrado en la Facultad de Filosofía y Letras de la Universidad de Córdoba (5-9 de junio de 2001) / coord. por Desiderio Vaquerizo Gil, Vol. 1, 2002, ISBN 84-932591-1-X, págs. 203-216.